# جوزف جی. دالینگ
جوزف جی. دالینگ (انگلیسی: Joseph J. Dowling؛ ‏ ۴ سپتامبر ۱۸۵۰ – ۸ ژوئیهٔ ۱۹۲۸) بازیگر اهل ایالات متحده آمریکا بود.
از فیلم‌هایی که وی در آن نقش داشته‌است، می‌توان به لرد جیم، شبی در رم، دختر گایتی، تس دوربرویل، اعترافات یک ملکه و مسیحی اشاره کرد.